# Fejérváry Géza Gyula
Komlóskeresztesi báró Fejérváry Géza Gyula Imre (Budapest, 1894. június 25. – Budapest, Erzsébetváros, 1932. június 2.) magyar zoológus, paleontológus.

## Életrajza
Fejérváry Géza Gyula, a 19-20. század fordulóján alkotó három neves magyar herpetológus egyike volt (Méhelÿ Lajos, illetve Bolkay István mellett). Képességei, tudása és széles látóköre a legszebb tudományos karrierre predesztinálták, azonban a sors akarata derékba törte ezeket a reményeket, hiszen élete delén, 38 éves korában tragikus hirtelenséggel ragadta el a halál. Fejérváry a biológia mélyebb összefüggéseit, a folyamatok okait, és törvényszerűségeit kutató tudós típusát testesítette meg, akitől távol állt a dogmatizmus, ahogyan a bölcselet és a lélektan is. Nem így a szépirodalom, hiszen üres óráiban szívesen olvasta Dante, Ewers, vagy Schiller műveit eredetiben, és nem utolsósorban ezért az élményért tanult meg kiválóan számos nyelvet.
Főnemesi család sarjaként született. Nagyapja, Fejérváry Géza, I. Ferenc József császár és király bizalmasa, gyalogsági tábornok, majd később a Monarchia hadügyminisztere és végül egy rövid ideig Magyarország miniszterelnöke is volt (Boros & Dely 1968), aki 1862-ben az osztrák, majd 1875-ben a magyar bárói méltóságot nyerte el, illetve számos kitüntetést (Mária Terézia-rend gyémántokkal ékesített keresztje, Szent István-rend nagykeresztje, stb.) is kapott az uralkodótól. Apja, báró Komlós-Keresztesi Fejérváry Imre, Pécs város főispánja, míg édesanyja Szilassy Laura Erzsébet volt. Ilyen családi háttér mellett nem csoda, ha diplomatának szánták, ám Fejérváry már gyermekkorától kezdve rajongott a zoológiáért és ezen belül elsősorban a herpetológiáért, így a reményteljes külügyi karriert kutatói pályára cserélte.
Rokonsági kapcsolatai miatt már fiatalon hosszabb időszakokat tölthetett Ausztriában, Olaszországban, Franciaországban és Svájcban, melyek közül az utóbbi országban a családnak egy kis falusi birtoka volt Bexben, Waadtlandban, így Fejérváry ott töltötte ifjúsága nagy részét, főleg a szünidőket (Fejérváry 1932). Gyerekként édesanyja kísérte el a fiatal herpetológust a gyűjtőutakra, majd 1909-ben már a nála 7 évvel idősebb Bolkay lett útitársa ezeken a kirándulásokon. Ekkor kötöttek egy életre szóló barátságot, amely 21 évig – Bolkay haláláig tartott (Fejérváry 1930). Ezeknek a gyűjtőutaknak az eredményeképpen született meg első publikációja, amely német nyelven, közel 50 oldalnyi terjedelemben tárgyalta a Rhone völgyének herpetológiai viszonyait. Az ekkor még csak 15 éves Fejérváry ezt a munkát tette le nagyapja asztalára, amikor az idős katonát halmozták el a solferinói csata 50 éves jubileumának alkalmából. 
A fiatal herpetológus tanulmányait ez idő tájt a Bécsi Theresianumban, a Pécsi Cisztercita Főgimnáziumban, illetve a Budapesti Ferenc József Nevelőintézetben végezte. Eközben persze Fejérváry és Bolkay további gyűjtőutakat tett, ahogy 1911-ben Erdélyben is együtt jártak gróf Kornis Károly birtokán. Itt történt a következő mulatságos eset is, amelyet Fejérváry (1932) maga mesélt el. Egy alkalommal a két jó barát a korabeli arisztokrácia asztaltársasága közé csöppent a szentbenedeki kastélyban, ahol jelen volt az akkori miniszterelnök, gróf Bethlen István édesanyja is. Akkoriban a kívülállók nem sokat tudtak a zoológiai kutatások irányáról és céljairól, így amikor az idős hölgy meghallotta Fejérváry nevét, részvétteljes leereszkedéssel felsóhajtott: „- Ah, tehát Ön az a békanyúzó!” A két herpetológus persze jót mulatott ezen az eseten.
Időközben Fejérváry fantasztikus nyelvtehetsége révén számos nyelven kiválóan megtanult, mert a szépirodalom mellett, eredetiben szerette volna tanulmányozni a külföldi szakirodalmat is. Ezek között is egyik kedvence Lamarck "Philosophie zoologique" című műve, amelynek hatására meggyőződéses lamarckista lett. Így azután mire elvégezte 1912-ben a gimnáziumot, kiválóan megtanult angolul, franciául, németül, olaszul, hollandul, portugálul és spanyolul is. Ezen kívül természetesen a gimnáziumban alapvető jártasságot szerzett az ógörög és latin nyelvekben is, még élete vége felé oroszul tanult (Boros & Dely 1968, Versluys 1932). A gimnázium befejezésekor már 10 publikációval dicsekedhetett, melyek közül az egyik, a már akkor is tekintélyesnek számító Zoologischer Anzeiger-ben jelent meg.
Fejérváry ezután beiratkozott Budapesten az egyetemre, ahol zoológiát, majd egy darabig orvostudományt hallgatott (Pongrácz 1932). Kedvenc tanára idősebb Entz Géza lett, ám az idős tanár előadásait csak két évig hallgathatta, majd annak nyugdíjba vonulása után egy évre ifjabb Entz Géza és végül Méhelÿ Lajos vette át a katedrát. Eközben 1913-tól már a Magyar Nemzeti Múzeumban nem hivatalosan átvette a herpetológiai gyűjtemény gondozását (Pongrácz 1942), illetve egy rövid ideig az egyetemen Méhelÿ professzor asszisztenseként (1915-1916) is feltűnt.
Méhelÿ kora legnagyobb magyar zoológusa volt és emellett igen karizmatikus és szuggesztív egyéniség is. A professzor diákjai közül kiválogatta a 6–7 leglelkesebbet és legtehetségesebbet, akiket maga köré gyűjtött, és akikkel intenzíven foglalkozott. Az ő általa kiválasztott diákokból kerültek ki a következő évtizedek legjelesebb magyar zoológusai, köztük Bolkay István herpetológus és mammalógus, Lángh Aranka Mária herpetológus, Éhik Gyula mammalógus, Kormos Tivadar paleontológus, Leidenfrost Gyula ichthylogus és tengerbiológus, Geduly Olivér herpetológus, Szabó-Patay József himenopterológus, valamint Fejérváry Géza is (Fejérváry 1932, Boros & Dely 1968). Méhelÿ azonban neodarwinista volt, míg Fejérváry meggyőződéses lamarckista, és bár a herpetológia kapcsán közel kerültek egymáshoz, és bár az idős tanár oknyomozó szemlélete nagy hatással volt a fiatal tanítványra, idővel mégis eltávolodtak egymástól.
1916-ban Fejérváry hivatalosan is átveszi a Magyar Nemzeti Múzeum herpetológiai gyűjteményének kezelést, illetve ugyanebben az évben befejezi tanulmányait a Pázmány Péter Tudományegyetemen, majd 1917-ben itt szerez doktori címet is. 1917. október 8-án feleségül veszi Lángh Aranka Mária herpetológust, akitől 1920 és 1922 között két gyermeke született, Zsolt és Aranka (Dely 1988). 1918-ban, 24 éves korában jelenik meg a fosszilis Varanidae-ről és Megalanidae-ről szóló több, mint 100 oldalas munkája, amelyben Lamarck nézeteit próbálta igazolni. Ez a ma is alapműnek számító értekezés, hozta meg valószínűleg a fiatal zoológus számára 1920-ban a neves professzornak, H. F. Osborn-nak a New York-i Columbia Egyetemre való meghívását egy instruktori állás betöltésére. Fejérváry ezt az állást nem fogadta el, ahogyan a báró Nopcsa Ferenc paleontológus által később kieszközölt professzori katedrát sem a Kalkuttai Egyetemen.
1924-ben a pécsi Erzsébet Tudományegyetem állatföldrajzból habilitálta. Fejérváry székfoglaló előadását a zoogeográfia tárgyáról és módszereiről tartotta, amelyben oknyomozó szemléletét jól tükrözően úgy nyilatkozott, hogy: „A zoogeográfiát csakis paleontológiai és bionómiai megvilágításban lehet érdemlegesen tárgyalni.” Ugyanebben az évben Eichstätt-ben, a Paleontologische Gesellschaft kongresszusán tartott előadásában támadta a Dollo-féle második törvényt, amely szerint a törzsfejlődés szaggatott, visszafordíthatatlan és behatárolt. Eszerint, ha egy szerv a törzsfejlődés során elvész, az már nem szerezhető vissza, és ha a funkciója újra szükségessé válik, akkor a szervezet másként pótolja azt. Fejérváry állításait a herpetológiából vett példákkal igyekezett igazolni, majd az előadás után hosszas vita alakult ki a témában, amelyhez a kor legnevesebb szakemberei is hozzászóltak, mint például Jaekel, Abel, Versluys, Nopcsa és mások.
1926-ban nagy veszteség érte, hiszen bécsi kollégája és barátja, Paul Kammerer öngyilkos lett. A két herpetológust sok éves barátság kötötte össze, mindketten meggyőződéses lamarckisták voltak, és mint ilyen esetekben lenni szokott előszeretettel támaszkodtak egymás kutatási eredményeire. Fejérváry 2 magyar nyelvű nekrológban is megemlékezett bécsi kollégájáról (Fejérváry 1926a, 1926b). 1927-ben jelent meg a magyar zoológus egyetlen önálló könyve, az „Élet, szerelem, halál”, amelyben a tudós a biológiai általános műveltséget igyekezett népszerűsíteni. Ez a munka önmagában is igen jól mutatja Fejérváry széles műveltségét és biológusi kvalitásait. Ugyanebben az időben zajlott a neves angol darwinistával, Sir Arthur Keith-szel folytatott vitája is, amely magyar nyelven is megjelent a Természettudományi Közlöny Pótfüzeteiben (Kádár 1983).
1928-ban a máltai kormány meghívására zoológiai expedíciót szervezett Máltára és a környező szigetekre, ahol 2 hónapot töltött, és ahová felesége, illetve Kieselbach Gyula is elkísérte. Szeretett volna Észak-Afrikában is kutatni, hogy a máltai és dél-olasz szigeteken élő fajok eredetét is kiderítse, de a gazdasági világválság megakadályozta ebben.
1930-ban kinevezték a pécsi Erzsébet Tudományegyetem nyilvános rendkívüli tanárává. Méhelÿhez hasonlóan Fejérváry is tanítványokat gyűjtött maga köré, akik közül majd a következő zoológus generáció tagjai kerülnek ki, mint amilyen Szunyoghy János, Rásky Klára, Kretzoi Miklós, illetve Vasvári Miklós is volt (Keve & Marián 1972-1973, Kádár 1983). Vasvári tehetségére és kiváló szaktudására először Fejérváry figyelt fel Vasvári bár főleg ornitológusként működött, azonban a doktori értekezését a zöld gyík formakörről írta, amely munkájában Olaszországból egy új alfajt, a fejérvaryi-t írta le, és amely ma is a Lacerta bilineata érvényes alfajának számít (Keve & Marián 1972-1973). Ekkor azonban újabb nagy veszteség érte, mert oly sokévi közös küzdelem és szakmai munka után, kedves kollégája és barátja, Bolkay István is öngyilkos lett Szarajevóban. Megírta magyar, illetve német nyelven is Bolkay nekrológját, de a terjedelmesebb német nyelvű megemlékezést már a bécsi lap szerkesztőinek kellett befejezniük, mert Fejérváry 1932. június 2-án egy epehólyag műtét utáni komplikációkban, 38 éves korában váratlanul meghalt.
Hirtelen távozása miatt több munkája maradt befejezetlen, amelyeket felesége igyekezett a rendelkezésre álló jegyzetek alapján befejezni és kiadatni. Ekkor jelent meg újabb több mint száz oldalas munkája a fosszilis és recens Megalanidae és Varanidae-ről. Sajnos végleg befejezetlen maradt a fiatal zoológus nemzedék számára íródott nagy munkája, a „Handbuch der gesamten Zoologie”, amely az állatvilág recens és fosszilis rendjeit is tárgyalta volna. Ennek a műnek sajnos csak a bevezetője készült el, ám azt a pécsi egyetem rektora kiadatta.
Jellemző agilitására, hogy ő volt a 10. Nemzetközi Állattani kongresszus titkára, 1925–1927 között az „Állattani Közlemények”, illetve 1921–1927 között a Palaeontologica Hungarica szerkesztője, de Fejérváry szerkesztette a „Szabad Egyetem” című természettudományos ismeretterjesztő folyóiratot is, és a „Pesti Hírlap” állandó tudományos munkatársaként is működött. Szakmai elismertségét jól mutatja, hogy mind a Société Zoologique de France, a washingtoni National Geographic Society, a Paleontolgische Gesellschaft tagjai, mind a Malta Historical and Scientific Society tiszteletbeli tagjai közé is beválasztották (Pongrácz 1932, Versluys 1932).

## Művei
- Fosszilis békák a püspökfürdői praeglaciális rétegekből (Bp., 1917)
- On the primary and secondary dermal bones of the skull (Berlin, 1922)
- Über Erscheinungen u. Prinzipien der Reversibilität in der Evolution u. das Dollosche Gesetz (Berlin, 1925)
- Fejérváry, G. Gy. (1926a): Paul Kammerer. – Állattani Közl. 23 (1-2): 96-99, 135-136.
- Fejérváry, G. Gy. (1926b): Egy világhírű életbúvár tragédiája. Kammerer Pál életpályája. – Pesti Hírlap 1926. szeptember 30.: p. 9.
- Élet, szerelem és halál. Biológia (Bp., 1927).
- Fejérváry, G. Gy. (1930): Bolkay (1887 március 29 – 1930. augusztus 17.). – Állatatni Közl. 27 (3-4): 208-211.
- Fejérváry, G. Gy. (1932): Stephan J. Bolkay (29. März 1887 bis 17. August 1930). – Verhandl. Zool.-Bot. Ges. Wien 82: 34-51.